# Linha Azul (Líbano)

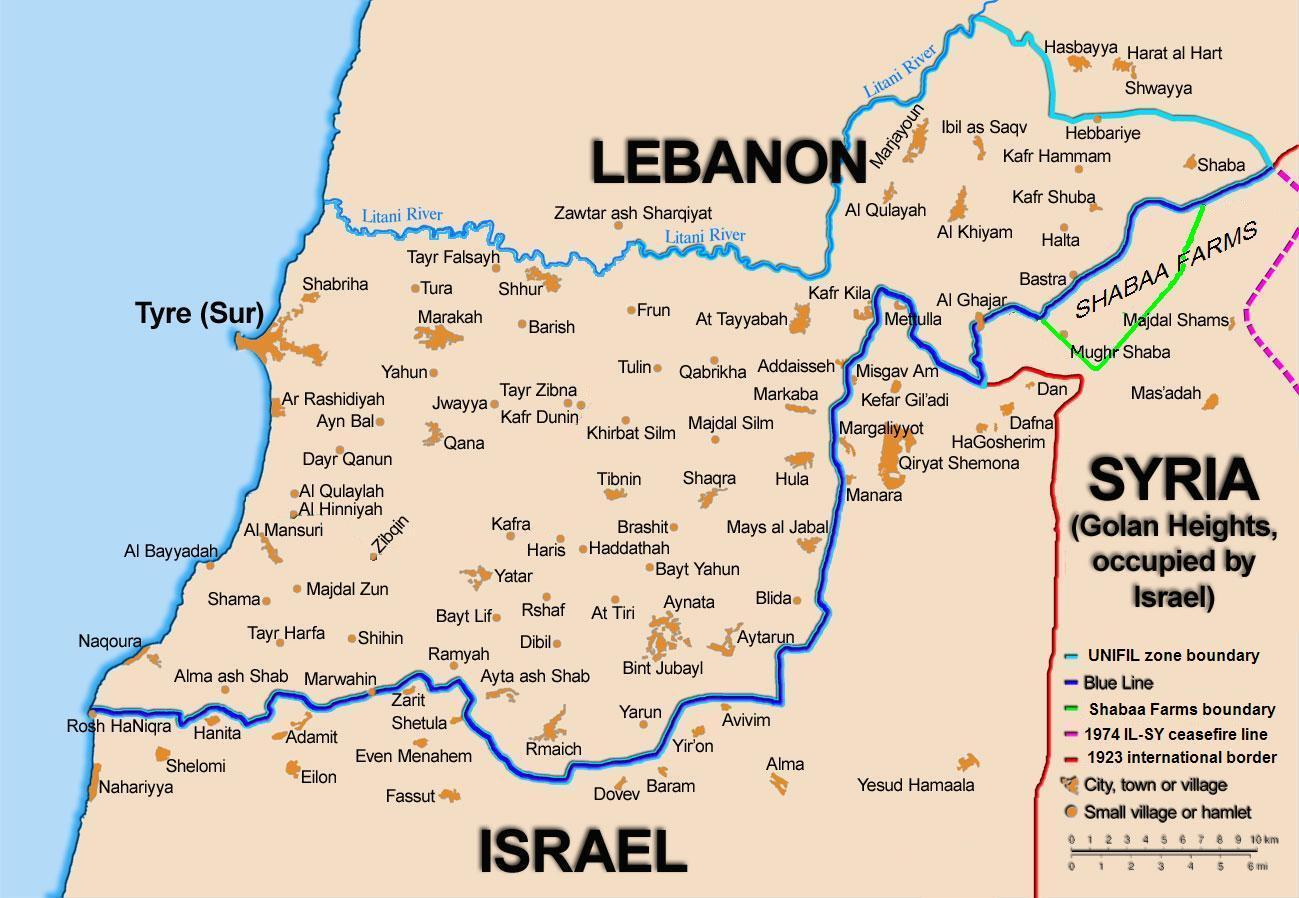
A Linha Azul abrange a fronteira libanesa-israelense; uma extensão abrange a fronteira libanesa-Colinas de Golã.

Linha Azul é a demarcação de fronteiras entre o Líbano e Israel estabelecida pelas Nações Unidas em 7 de junho de 2000 para determinar se Israel havia se retirado do Líbano. Equivalente à Linha Verde que em 1949, tornou-se a linha de cessar-fogo após a Guerra de Independência de Israel de 1948.
A Linha Azul foi traçada após a retirada israelense do Líbano em 25 de maio de 2000, finalizando uma ocupação que começou em junho de 1982, com a ajuda da Força Interina das Nações Unidas no Líbano (UNIFIL) para confirmar a retirada israelense do sul do Líbano.